# Chetone irenides
Chetone irenides là một loài bướm đêm thuộc phân họ Arctiinae, họ Erebidae.